# غابرييل غاست
غابرييل غاست (بالألمانية: Gabriele Gast)‏ هي ضابطة استخبارات ألمانية، ولدت في 2 مارس 1943 في رمشايد في ألمانيا.